# Manius Acilius Faustinus (Konsul 179)
Manius Acilius Faustinus war ein im 2. Jahrhundert n. Chr. lebender römischer Politiker.
Durch ein Militärdiplom, das auf den 1. April 179 datiert ist, ist belegt, dass Faustinus 179 zusammen mit Lucius Iulius Proculianus Suffektkonsul war. Vermutlich war er der jüngere Bruder von Manius Acilius Glabrio, einem der beiden ordentlichen Konsuln im Jahr 186.